# Park View
Park View è un centro abitato e un Census-designated place (CDP), situato nella Contea di Scott, nello Stato dell'Iowa. Al censimento del 2000, contava 2.169 abitanti.

## Geografia fisica
Park View è situata a 239 m s.l.m. e, secondo l'United States Census Bureau ha una superficie di 2,8 km2.